# Rebelde (singolo)
Rebelde è un singolo del gruppo musicale messicano RBD, pubblicato nel 2004 ed estratto dall'omonimo album di debutto.

## Tracce
1. Rebelde (Original Album Version)
2. Rebelde (Portuguese Version)
3. Rebelde (Cumbia Version)
4. Rebelde (Cumbia Mix)